# Stazione meteorologica di Pianosa
La stazione meteorologica di Pianosa è la stazione meteorologica relativa all'Isola di Pianosa, amministrata dal comune di Campo nell'Elba.

## Storia
La stazione meteorologica venne attivata nel 1928 come stazione meteomarina e termopluviometrica ed entrò a far parte della rete di stazioni del Servizio Meteorologico dell'Aeronautica Militare per cui iniziò a svolgere anche funzioni di assistenza alla navigazione aerea.
Nel corso degli anni Cinquanta la stazione meteorologica venne dotata anche di un eliofanografo e di un piranometro per la misurazione della durata del soleggiamento e dell'intensità della radiazione solare.
La stazione meteorologica presidiata continuò a fornire i dati all'Aeronautica Militare fino al 1978; in seguito effettuò rilevamenti meteorologici per la colonia penale, seppur andando inevitabilmente incontro ad un periodo di declino che portò in seguito alla sua definitiva dismissione.
Nel 2002 è stata attivata una nuova stazione meteorologica automatica, situata in una diversa ubicazione dell'isola, che a partire dal 2006 è entrata a far parte della rete di stazioni del Consorzio LaMMA.

## Caratteristiche
La stazione meteorologica del Servizio Meteorologico dell'Aeronautica Militare, attualmente dismessa, si trovava nell'Italia centrale, in Toscana, in provincia di Livorno, sull'Isola di Pianosa, presso la Casa dell'Agronomo, nel comune di Campo nell'Elba, a 15 metri s.l.m. e alle coordinate geografiche 42°35′14.07″N 10°05′53.41″E.
Dal 2002 è attiva, invece, in una diversa ubicazione la stazione meteorologica automatica gestita dal Consorzio LaMMA, ad un'altezza di 29 metri s.l.m. e alle coordinate geografiche 42°35′13.2″N 10°05′59.28″E.

## Medie climatiche ufficiali

### Dati climatologici 1951-1980
In base alla media trentennale di riferimento (1951-1980), la temperatura media del mese più freddo, febbraio, si attesta a +10,8 °C, quella del mese più caldo, agosto, è di +24,3 °C; la temperatura media annua si attesta a +16,9 °C. L'escursione termica media annua è di 3,5 °C, con minimo in dicembre di 2,9 °C e massimo in luglio con 4,2 °C.
Le precipitazioni medie annue sono modeste, attestandosi sui 406 mm, con marcato minimo in primavera ed estate e moderato picco autunnale.
L'eliofania assoluta media annua fa registrate il valore di 7,1 ore giornaliere, con massimo di 11 ore giornaliere a luglio e minimo di 3,7 ore giornaliere a dicembre; la radiazione solare globale media annua si attesta al valore di 1 650,4 centesimi di MJ/mq, con massimo di 2 786 centesimi di MJ/m² a luglio e minimo di 539 centesimi di MJ/m² a dicembre.
| Pianosa (1951-1980)                                  | Mesi | Mesi | Mesi  | Mesi  | Mesi  | Mesi  | Mesi  | Mesi  | Mesi  | Mesi  | Mesi | Mesi | Stagioni | Stagioni | Stagioni | Stagioni | Anno   |
| Pianosa (1951-1980)                                  | Gen  | Feb  | Mar   | Apr   | Mag   | Giu   | Lug   | Ago   | Set   | Ott   | Nov  | Dic  | Inv      | Pri      | Est      | Aut      | Anno   |
| ---------------------------------------------------- | ---- | ---- | ----- | ----- | ----- | ----- | ----- | ----- | ----- | ----- | ---- | ---- | -------- | -------- | -------- | -------- | ------ |
| T. max. media (°C)                                   | 12,4 | 12,4 | 13,4  | 15,8  | 19,3  | 23,2  | 26,3  | 26,3  | 23,9  | 20,2  | 16,3 | 13,6 | 12,8     | 16,2     | 25,3     | 20,1     | 18,6   |
| T. min. media (°C)                                   | 9,4  | 9,2  | 10,1  | 12,2  | 15,6  | 19,3  | 22,1  | 22,3  | 20,1  | 16,8  | 13,3 | 10,7 | 9,8      | 12,6     | 21,2     | 16,7     | 15,1   |
| Precipitazioni (mm)                                  | 41   | 34   | 36    | 34    | 24    | 14    | 5     | 20    | 35    | 51    | 57   | 55   | 130      | 94       | 39       | 143      | 406    |
| Eliofania assoluta (ore al giorno)                   | 4,2  | 5,1  | 6,0   | 7,4   | 8,7   | 9,8   | 11,0  | 9,8   | 7,9   | 6,6   | 4,5  | 3,7  | 4,3      | 7,4      | 10,2     | 6,3      | 7,1    |
| Radiazione solare globale media (centesimi di MJ/m²) | 647  | 969  | 1 461 | 2 048 | 2 461 | 2 714 | 2 786 | 2 366 | 1 806 | 1 277 | 731  | 539  | 2 155    | 5 970    | 7 866    | 3 814    | 19 805 |